# Gongora dressleri
Gongora dressleri là một loài thực vật có hoa trong họ Lan. Loài này được Jenny mô tả khoa học đầu tiên năm 1993.